# عملية تسوتسي يورت
كانت عملية تسوتسي -يورت عملية من نوع زركشة (الروسية: зачистка) من قبل القوات الروسية سبيتسناز في تسوتسي -يورت، الشيشان، من 30 ديسمبر 2001 إلى 3 يناير 2002، خلال الحرب الشيشانية الثانية. اندلع الاجتياح الذي استمر أربعة أيام لتوتسي - يورت في اشتباكات مسلحة مع الشيشان الانفصاليين، وانتهى في مأزق مع اعداد الضحايا المتنازع عليها. اتُهمت القوات الروسية بانتهاكات واسعة النطاق لحقوق الإنسان، بما في ذلك النهب والتطهير العرقي والاختفاء القسري.

## الخلفية
كانت جمهورية الشيشان في إيشكريا (الشيشان) مستقلة بحكم الواقع عن روسيا منذ بداية الحرب الشيشانية الأولى في عام 1994. وخلال هذا الاستقلال، ضعفت الحكومة العلمانية، وتعرضت الشيشان للنفوذ المتزايدة لأمراء الحرب والحكم الإسلامي. في أغسطس 1999، بدأت حرب داغستان عندما غزا الإسلاميون الشيشان دولة داغستان الروسية، لكنهم هزموا من قبل الجيش الروسي في شهر واحد. تم استخدام حرب داغستان كقوة حرب لإطلاق الحرب الشيشانية الثانية، عندما دخلت القوات الفيدرالية الروسية إلى الشيشان وأنهت استقلالها. وبحلول يونيه 2000، دخلت الحرب في «مرحلة تمرد»، حيث تقوم القوات الروسية بعمليات زاتشستشا (روسية: зачистка) لمدة يوم كامل، اشتهرت بسبب انتهاكاتها لحقوق الإنسان.

## العملية
بدأت عملية القوات الخاصة الروسية سبيتسناز في تسوشتي يورت، وهي قرية كبيرة بالقرب من أرغون جنوب شرق العاصمة الشيشانية غروزني، في 30 ديسمبر 2001. وبحسب ما ورد، نشأ نزاع مسلح وأسفر عن عدد متنازَع من الوفيات بين المقاتلين والمدنيين، فضلاً عن 11 حالة اختفاء قسري. ومن بين الضحايا الروس ما لا يقل عن اثنين من القوات الخاصة قتلوا وأصيب 11. كما تم تأكيد مقتل ثلاثة من المقاتلين المتمردين الشيشان كانوا محاصرين في منزل.
إلا أن مصادر الحكومة الروسية عرضت الحادث على أنه معركة شرسة قُتل فيها ما بين 21 و 43 مقاتلاً من المتمردين، وفقاً للأرقام المختلفة للمسؤولين الروس.

## بعد

### انتهاكات
ووفقاً لجماعة حقوق الإنسان الروسية ميموريال، فإن العملية كانت مصحوبة بانتهاكات جسيمة وواسعة النطاق لحقوق الإنسان والقانون الروسي. وشملت الاتهامات النهب والتدمير العشوائي للممتلكات المدنية وتدنيس المسجد والسرقات الواسعة النطاق والابتزاز والضرب والتعذيب لما يقرب من 100 معتقل في «نقطة التصفية»، حيث تم اختفاء 11 منهم قسراً وتم العثور على 5 منهم قُتلوا بوحشية. كما تم الإبلاغ عن استخدام الدروع البشرية من قبل القوات الروسية. وذكرت مصادر إعلامية أجنبية مقتل 37 مدنيا أو حتى 80 مدنيا خلال سير العملية، لكن لم يتم تأكيد ذلك من قبل النصب التذكاري. ووفقاً لتقرير منظمة العفو الدولية الصادر في أبريل 2002، فإن «مصير وأماكن وجود الأشخاص الأحد عشر الذين وردت أسماؤهم في الإجراء العاجل الأصلي، والذين احتجزتهم قوات الأمن الروسية خلال غارة ديسمبر 2001 - يناير 2002 في تسوتسي - يورت، غير معروفة.»
وفقا لرسالة مفتوحة في مارس 2002، خلال الحرب قتل 41 شخصا من تسوتسي يورت أو اختفوا خلال ما يسمى عمليات التطهير، أكثر من 20 ماتوا متأثرين بجروح أصيبوا بها من جراء إطلاق النار أو التفجيرات، خمسة قتلوا عند نقاط التفتيش، وتعرض ستة للتعذيب حتى الموت، وتم اعتقال 12 شخصًا لاستجوابهم في منازلهم، بعضهم قبل عامين، ولم يعودوا بعد.

### عمليات التنظيف الأخرى معهد تسوتسي -يورت
حدثت عملية زاتشيكا في تسوتسي -يورت قبل شهرين في أكتوبر حتى نوفمبر 2001، حيث اتُهمت القوات الروسية بارتكاب انتهاكات من جديد. ثم وقع زاكيستكا آخر في القرية بعد شهر من فبراير 2002، في أعقاب هجوم على مركبة عسكرية روسية، مما أسفر أيضا عن انتهاكات مختلفة لحقوق الإنسان، بما في ذلك القتل المدني وتدمير الممتلكات والنهب.